# Seznam medailistů na mistrovství Evropy – tyč
Toto je kompletní seznam medailistů ve skoku o tyči na mistrovství Evropy v atletice mužů od roku 1934 do současnosti.

## Muži
| Rok  | Místo     | Zlato                            | Výkon vítěze                     | Stříbro                          | Bronz                            |
| ---- | --------- | -------------------------------- | -------------------------------- | -------------------------------- | -------------------------------- |
| 1934 | Turín     | Gustav Wegner                    | 400                              | Bo Ljungberg                     | John Lindroth                    |
| 1938 | Paříž     | Karl Sutter                      | 405                              | Bo Ljungberg                     | Pierre Ramadier                  |
| 1946 | Oslo      | Allan Lindberg                   | 417                              | Nikolaj Ozolin                   | Jan Bém                          |
| 1950 | Brusel    | Ragnar Lundberg                  | 430                              | Valto Olenius                    | Juho Piironen                    |
| 1954 | Bern      | Eeles Landström                  | 440                              | Ragnar Lundberg                  | Geoff Elliott Juho Piironen      |
| 1958 | Stockholm | Eeles Landström                  | 450                              | Manfred Preußger                 | Vladimir Bulatov                 |
| 1962 | Bělehrad  | Pentti Nikula                    | 480                              | Rudolf Tomášek                   | Kauko Nyström                    |
| 1966 | Budapešť  | Wolfgang Nordwig                 | 510                              | Christos Papanikolaou            | Hervé d'Encausse                 |
| 1969 | Athény    | Wolfgang Nordwig                 | 530                              | Kjell Isaksson                   | Aldo Righi                       |
| 1971 | Helsinky  | Wolfgang Nordwig                 | 535                              | Kjell Isaksson                   | Renato Dionisi                   |
| 1974 | Řím       | Vladimir Kiškun                  | 535                              | Władysław Kozakiewicz            | Jurij Isakov                     |
| 1978 | Praha     | Vladimir Trofimenko              | 555                              | Antti Kalliomäki                 | Rauli Pudas                      |
| 1982 | Athény    | Alexandr Krupskij                | 560                              | Vladimir Poljakov                | Atanas Tarev                     |
| 1986 | Stuttgart | Sergej Bubka                     | 585                              | Vasilij Bubka                    | Philippe Collet                  |
| 1990 | Split     | Radion Gataullin                 | 585                              | Grigorij Jegorov                 | Hermann Fehringer                |
| 1994 | Helsinky  | Radion Gataullin                 | 600                              | Igor Tranděnkov                  | Jean Galfione                    |
| 1998 | Budapešť  | Maxim Tarasov                    | 581                              | Tim Lobinger                     | Jean Galfione                    |
| 2002 | Mnichov   | Alexandr Averbuch                | 585                              | Lars Börgeling                   | Tim Lobinger                     |
| 2006 | Göteborg  | Alexandr Averbuch                | 570                              | Tim Lobinger Romain Mesnil       | -------                          |
| 2010 | Barcelona | Renaud Lavillenie                | 585                              | Maksym Mazuryk                   | Przemysław Czerwiński            |
| 2012 | Helsinky  | Renaud Lavillenie                | 597                              | Björn Otto                       | Raphael Holzdeppe                |
| 2014 | Curych    | Renaud Lavillenie                | 590                              | Paweł Wojciechowski              | Jan Kudlička Kévin Menaldo       |
| 2016 | Amsterdam | Robert Sobera                    | 560                              | Jan Kudlička                     | Robert Renner                    |
| 2018 | Berlín    | Armand Duplantis                 | 605                              | Timur Morgunov                   | Renaud Lavillenie                |
| 2020 | Paříž     | zrušeno kvůli pandemii covidu-19 | zrušeno kvůli pandemii covidu-19 | zrušeno kvůli pandemii covidu-19 | zrušeno kvůli pandemii covidu-19 |
| 2022 | Mnichov   | Armand Duplantis                 | 606                              | Bo Kanda Lita Baehre             | Pål Haugen Lillefosse            |
| 2024 | Řím       | Armand Duplantis                 | 610 RM                           | Emmanouil Karalis                | Ersu Şaşma Oleg Zernikel         |

## Ženy
- Závod žen se poprvé uskutečnil v roce 1998

| Rok  | Místo     | Zlato                            | Výkon vítěze                     | Stříbro                          | Bronz                            |
| ---- | --------- | -------------------------------- | -------------------------------- | -------------------------------- | -------------------------------- |
| 1998 | Budapešť  | Anžela Balachonovová             | 431                              | Nicole Humbertová                | Yvonne Buschbaumová              |
| 2002 | Mnichov   | Světlana Feofanovová             | 460                              | Jelena Isinbajevová              | Yvonne Buschbaumová              |
| 2006 | Göteborg  | Jelena Isinbajevová              | 480                              | Monika Pyreková                  | Taťána Polnovová                 |
| 2010 | Barcelona | Světlana Feofanovová             | 475                              | Silke Spiegelburgová             | Lisa Ryzihová                    |
| 2012 | Helsinky  | Jiřina Ptáčníková                | 460                              | Martina Strutzová                | Nikoléta Kiriakopoúlouová        |
| 2014 | Curych    | Anželika Sidorovová              | 465                              | Katerina Stefanidiová            | Angelina Žuková-Krasnovová       |
| 2016 | Amsterdam | Katerina Stefanidiová            | 481                              | Lisa Ryzihová                    | Angelica Bengtssonová            |
| 2018 | Berlín    | Katerina Stefanidiová            | 485 RM                           | Nikoleta Kyriakopoulouová        | Holly Bradshawová                |
| 2020 | Paříž     | zrušeno kvůli pandemii covidu-19 | zrušeno kvůli pandemii covidu-19 | zrušeno kvůli pandemii covidu-19 | zrušeno kvůli pandemii covidu-19 |
| 2022 | Mnichov   | Wilma Murtová                    | 485 RM                           | Katerina Stefanidiová            | Tina Šutejová                    |
| 2024 | Řím       | Angelica Moserová                | 478                              | Katerina Stefanidiová            | Molly Cauderyová                 |